# Ostrowica
Ostrowica (deutsch Raumersaue) ist ein Dorf in der Woiwodschaft Westpommern in Polen. Es gehört zu der Gmina Pyrzyce (Gemeinde Pyritz) im Powiat Pyrzycki (Pyritzer Kreis).

## Geographische Lage
Das Dorf liegt in Hinterpommern, etwa 28 Kilometer südöstlich von Stettin und etwa 9 Kilometer nördlich der Kreisstadt Pyritz.
Das Dorf liegt als ein in Nord-Süd-Richtung angelegtes Straßendorf etwa in der Mitte zwischen dem Bangastsee im Westen und dem Madüsee im Osten.
Der nächste Nachbarort ist Giżyn (Giesenthal), der etwas nördlich in der Form eines Straßendorfes in West-Ost-Richtung entlang des Kattengrabens liegt.

## Geschichte
Das Dorf wurde unter König Friedrich dem Großen gegründet: Der König ließ ab 1770 den Wasserspiegel des Madüsees absenken, wodurch Land gewonnen wurde und vor allem Bruchland trockengelegt werden konnte. In diesem Zuge ließ der König einige neue Siedlungen („Kolonien“) anlegen. Zu diesen gehört Raumersaue, das im Amt Kolbatz ab 1777 auf der Landfläche westlich des Madüsees, die Madanzig genannt, angelegt wurde, ebenso wie gleichzeitig der nördliche Nachbarort Giesenthal. Der König wählte den Ortsnamen „Raumersaue“ nach dem späteren Generalleutnant Karl Albrecht Friedrich von Raumer.
Der Zustand nach Anlegung des neuen Dorfes ist in Ludwig Wilhelm Brüggemanns Ausführlicher Beschreibung des gegenwärtigen Zustandes des Königlich Preußischen Herzogtums Vor- und Hinterpommern (1784) überliefert: Damals war Raumersaue eine „Colonie, welche aus 15 Feuerstellen und eben so vielen Holländerfamilien bestehet, wovon eine jede an Lande 75 Morgen besitzet.“
Später wurden die Kolonistenstellen vielfach geteilt. So waren bis 1835 18 Stellen entstanden, bis 1856 22 Stellen und bis 1865 32 Stellen.
Wohl nach 1910 wurde die Gemeinde Raumersaue mit der benachbarten Gemeinde Giesenthal zur Gemeinde Giesenthal-Raumersaue zusammengeschlossen. Bis 1945 gehörte Raumersaue als Teil der Gemeinde Giesenthal-Raumersaue zum Landkreis Pyritz der Provinz Pommern.
Nach dem Zweiten Weltkrieg kam Raumersaue, wie alle Gebiete östlich der Oder-Neiße-Grenze, an Polen. Die Bevölkerung wurde vertrieben. Das Dorf erhielt den polnischen Ortsnamen „Ostrowica“.

## Entwicklung der Einwohnerzahl
- 1867: 263 Einwohner[4]
- 1871: 280 Einwohner[4]